# Brooklyn Nine-Nine (3.ª temporada)
A terceira temporada do sitcom de televisão Brooklyn Nine-Nine estreou em 27 de setembro de 2015 na Fox e terminou em 19 de abril de 2016 contando com 23 episódios

## Sinopse
A Noventa e nove recebe um novo capitão, Seth Dozerman (Bill Hader), que morre de ataque cardíaco depois de ver Jake e Amy se beijando. O abutre assume o comando da delegacia, mas Holt retoma graças a Jake depois que os dois pegam um serial killer. Charles inicia um relacionamento com uma curadora de arte que foi acusado de fraude no seguro. A esposa de Terry dá à luz sua terceira filha, Ava, no Dia de Ação de Graças.
Rosa termina com Marcus e começa um novo relacionamento com Adrian Pimento, um detetive que está disfarçado há 12 anos. Rosa e Adrian ficam noivos, mas Adrian é forçado a se esconder quando Jimmy "The Butcher" Figgis tenta matá-lo por alguém ligado ao FBI. Amy fica disfarçada em uma prisão feminina no Texas para descobrir qual informante do FBI está ligada a Figgis e descobre que era o ex-parceiro de Holt com quem eles estavam trabalhando no caso, Bob Annderson. Eles capturam Bob e usam seu conhecimento para derrubar a maior parte do império de Figgis. 

## Elenco e personagens
| - Andy Samberg como Detetive Jake Peralta - Stephanie Beatriz como Detetive Rosa Diaz - Terry Crews como Sargento Terry Jeffords - Melissa Fumero como Detetive Amy Santiago - Joe Lo Truglio como Detetive Charles Boyle - Chelsea Peretti como Gina Linetti - Andre Braugher como Capitão Raymond Holt - Dirk Blocker como Detetive Michael Hitchcock - Joel McKinnon Miller como Detetive de 3° grau Norm Scully | - Dean Winters como Detetive Keith Pembroke, o Abutre - Kyra Sedgwick como Vice-Chefe (depois Chefe de Departamento) Madelyn Wuntch - Jason Mantzoukas como Detetive Adrian Pimento - Bill Hader como Capitão Seth Dozerman - Neil deGrasse Tyson como ele mesmo - Mary Lynn Rajskub como Genevieve - Nick Offerman como Frederick - Nick Cannon como Marcus - Kathryn Hahn como Eleanor - Craig Robinson como Doug Judy - Bradley Whitford como Capitão Roger Peralta - Katey Segal como Karen Peralta - Damon Wayans Jr. como Detetive Stevie Schillens - Aida Turturro como Maura Figgis - Dennis Haysbert como Agente Federal do FBI Bob Annderson |

## Episódios
| N.º na série | N.º na temp. | Título              | Dirigido por      | Escrito por                           | Exibição original       | Cód. de produção | Audiência (milhões) |
| --- | ------------ | ------------------- | ----------------- | ------------------------------------- | ----------------------- | ---------------- | ------------------- |
| 46 | 1            | "New Captain"       | Michael Schur     | Matt Murray                           | 27 de setembro de 2015  | 301              | 3.14                |
| O capitão Seth Dozerman, obcecado pela eficiência, chega como o novo capitão. Jake e Amy exploram as repercussões de revelar seus sentimentos desenvolvidos no final da temporada anterior. Devido ao seu problema cardíaco genético, o capitão Dozerman sofre um ataque cardíaco depois de ver Amy e Jake se beijando na Sala de Evidências. |              |                     |                   |                                       |                         |                  |                     |
| 47 | 2            | "The Funeral"       | Claire Scanlon    | Luke Del Tredici                      | 4 de outubro de 2015    | 302              | 4.10                |
| O Abutre se torna o novo capitão da delegacia após a morte de Dozerman e ameaça comprometer o romance nascente de Jake e Amy. Enquanto isso, Terry ajuda Holt com um problema de relações públicas; e Rosa e Gina exortam Charles a abandonar sua paixão por um colega. |              |                     |                   |                                       |                         |                  |                     |
| 48 | 3            | "Boyle's Hunch"     | Trent O'Donnell   | Tricia McAlpin                        | 11 de outubro de 2015   | 304              | 2.75                |
| Jake acha que Boyle pode ter encontrado sua alma gêmea em Genevieve, proprietária de uma galeria de arte. Enquanto isso, Rosa lida com o roubo intra-delegacia e Holt procura a ajuda de Amy com uma campanha de imagem. |              |                     |                   |                                       |                         |                  |                     |
| 49 | 4            | "The Oolong Slayer" | Michael McDonald  | Gabe Liedman                          | 18 de outubro de 2015   | 303              | 2.57                |
| Enquanto investiga um serial killer, Jake pede a ajuda de Holt na tentativa de resolver o caso. Na delegacia, Rosa e Amy são forçadas a planejar a festa de aniversário do Abutre e Charles tenta ajudar Terry com seu novo vício. Depois que Jake e Holt derrubam com sucesso o Oolong Slayer, Jake dá o crédito para ajudar Holt a recuperar sua posição como capitão da delegacia. |              |                     |                   |                                       |                         |                  |                     |
| 50 | 5            | "Halloween III"     | Michael McDonald  | David Phillips                        | 25 de outubro de 2015   | 305              | 4.38                |
| O assalto de Dias das Bruxas ao Capitão Holt está empatada entre Jake e Holt, em uma vitória cada, então a edição desse ano entra em um concurso de desempate para reivindicar o título de "incrível detetive/gênio". Este ano, Jake e Holt dividiram a equipe em dois times para ajudá-los a vencer, ambos excluindo Amy. Amy prova quem é realmente o "detetive/gênio" mais incrível, ganhando o assalto. |              |                     |                   |                                       |                         |                  |                     |
| 51 | 6            | "Into the Woods"    | Linda Mendoza     | Andrew Guest                          | 8 de novembro de 2015   | 306              | 2.65                |
| Jake e Charles levam Terry em um acampamento para ajudá-lo a aliviar o estresse. Amy pede a ajuda de Gina para tentar convencer a polícia de Nova York a comprar um produto que inventou quando criança. Enquanto isso, Holt tenta ajudar Rosa a terminar com Marcus. |              |                     |                   |                                       |                         |                  |                     |
| 52 | 7            | "The Mattress"      | Dean Holland      | Laura McCreary                        | 15 de novembro de 2015  | 307              | 2.69                |
| Amy culpa o velho colchão de Jake por sua dor nas costas, e Jake é muito mão de vaca para comprar um novo. Depois de convencer Holt de que ainda podem trabalhar juntos enquanto estão em um relacionamento, o tópico do colchão faz com que eles tenham uma briga de amantes no meio do próximo caso designado. Em outros lugares, Charles arranha um carro esportivo clássico que Holt identificou como uma preciosa herança de família, enquanto Rosa lida com um adolescente que ela ajudou a consertar quando ele volta para a delegacia depois de uma reincidência. |              |                     |                   |                                       |                         |                  |                     |
| 53 | 8            | "Ava"               | Tristram Shapeero | Matt O'Brien                          | 22 de novembro de 2015  | 308              | 3.88                |
| Com Terry resolvendo um caso de assassinato, Jake se oferece para vigiar Sharon, a esposa grávida de Terry. Ele entra em pânico quando a bolsa dela estoura e tenta resolver o problema sem ir ao hospital, a pedido dela. Isso não ajuda quando o distrito está em tumulto devido à queda da Internet. |              |                     |                   |                                       |                         |                  |                     |
| 54 | 9            | "The Swedes"        | Eric Appel        | Matt Murray                           | 6 de dezembro de 2015   | 309              | 3.95                |
| Jake e Rosa competem com um par de detetives suecos, Soren & Agneta, em um caso de roubo de joias, fazendo com que eles reexaminem seu relacionamento como parceiros. Holt pede que Charles seja seu parceiro em um campeonato de squash quando Kevin estiver fora da cidade, mas Charles teme que sua extrema competitividade venha à tona. Enquanto isso, Amy e Terry tentam ajudar Gina a estudar para seu teste de astronomia, com Terry até trazendo um amigo de sua academia, Neil deGrasse Tyson, para ajudar. |              |                     |                   |                                       |                         |                  |                     |
| 55 | 10           | "Yippie Kayak"      | Rebecca Asher     | Lakshmi Sundaram                      | 13 de dezembro de 2015  | 310              | 3.82                |
| Sob o ardil de comprar um presente para Amy (que na realidade é um presente para Boyle), Jake fica preso em uma loja com Boyle e Gina depois que fecha, e descobre que há um assalto cometido por uma equipe de bandidos que tomam funcionários como reféns. Isso dá a Jake a chance de reproduzir uma versão da vida real do filme Duro de matar. Terry é forçado a lidar com o Abutre para garantir que a situação dos reféns seja tratada adequadamente. Enquanto isso, Amy tenta se juntar a Holt e Rosa em um mergulho no Polar Club. |              |                     |                   |                                       |                         |                  |                     |
| 56 | 11           | "Hostage Situation" | Max Winkler       | Phil Augusta Jackson                  | 5 de janeiro de 2016    | 312              | 2.73                |
| Querendo filhos, Boyle precisa obter seu esperma de um banco de esperma, mas sua ex-esposa Eleanor mantém as amostras como reféns, pois ela precisa de Boyle e Peralta para tirá-la de uma ação judicial. Enquanto isso, Holt e Diaz precisam confiar em Gina para convencer um suspeito, e Santiago precisa da recomendação de Jeffords para um programa de orientação, mas ela acidentalmente quebra o nariz dele. |              |                     |                   |                                       |                         |                  |                     |
| 57 | 12           | "9 Days"            | Dean Holland      | Justin Noble                          | 19 de janeiro de 2016   | 311              | 2.37                |
| Quando o capitão Holt e Jake acidentalmente contraem caxumba durante uma investigação, eles decidem ficar em quarentena juntos na esperança de resolver o caso. Enquanto isso, Rosa tenta ajudar Boyle a passar por um processo de luto, e Terry é forçado a limpar a bagunça de Hitchcock e Scully. |              |                     |                   |                                       |                         |                  |                     |
| 58 | 13           | "The Cruise"        | Michael Spiller   | Tricia McAlpin                        | 26 de janeiro de 2016   | 313              | 2.38                |
| Jake e Amy têm ideias diferentes sobre como vão passar o tempo em seu cruzeiro de férias, mas seus planos são interrompidos quando vêem que Doug Judy (o Bandido do Pontiac) é o artista musical do navio. Jake quer aproveitar a chance de finalmente derrotar seu inimigo, mas Judy convence Jake e Amy a protegê-lo de um assassino que está no navio. Na delegacia, Holt tenta evitar a visita de sua irmã "rainha do drama", Debbie, enquanto Rosa e Charles se revezam tentando silenciar um senhorio que teve um inquilino idoso morrendo em seu prédio, pois ambos querem o apartamento da velha. |              |                     |                   |                                       |                         |                  |                     |
| 59 | 14           | "Karen Peralta"     | Bruce McCulloch   | Alison Agosti & Gabe Liedman          | 2 de fevereiro de 2016  | 314              | 2.24                |
| Amy está nervosa por conhecer a mãe de Jake, Karen. Seus problemas se tornam secundários quando os dois chegam à casa, e Jake descobre que Karen e seu pai, Roger, voltaram a ficar juntos. Rosa e Charles trabalham em uma apreensão de drogas usando câmeras montadas no peito, o que leva a resultados embaraçosos para Charles. Enquanto isso, Holt agendou um exercício de formação de equipe em uma sala de fuga, mas Gina esqueceu de encaminhar os convites para a equipe. Isso faz com que Holt, Gina, Scully e Hitchcock sejam as únicas pessoas a aparecer no evento. |              |                     |                   |                                       |                         |                  |                     |
| 60 | 15           | "The 9-8"           | Nisha Ganatra     | David Phillips                        | 9 de fevereiro de 2016  | 315              | 2.28                |
| Holt e Jeffords tentam manter as coisas sobre controle quando uma emergência de encanamento obriga a equipe da 98.ª a residir temporariamente no distrito da 99.ª. O incidente reúne Jake com Steve, seu antigo amigo e ex-parceiro de seus dias de policial, fazendo Charles ficar com ciúmes quando vê os dois se dando bem. |              |                     |                   |                                       |                         |                  |                     |
| 61 | 16           | "House Mouses"      | Claire Scanlon    | Andrew Guest                          | 16 de fevereiro de 2016 | 316              | 2.18                |
| Jake oferece seu caso de drogas a Scully e Hitchcock porque ele quer trabalhar em um caso com Charles que Holt diz que envolve uma celebridade. Mas o fracasso das drogas acaba sendo o caso muito maior, enquanto a "celebridade" de Holt é um oboísta de concerto que poucas pessoas conheceriam. Enquanto isso, Amy e Gina descobrem que Rosa nunca tirou sangue porque tem medo de agulhas, então as três mulheres decidem ajudar uma à outra a conquistar seus maiores medos. |              |                     |                   |                                       |                         |                  |                     |
| 62 | 17           | "Adrian Pimento"    | Maggie Carey      | Luke Del Tredici                      | 23 de fevereiro de 2016 | 317              | 2.13                |
| O detetive Adrian Pimento retorna à 99.ª depois de estar disfarçado com o famoso chefe da máfia Jimmy "The Butcher" Figgis, por 12 anos. Apesar de Pimento exibir sintomas semelhantes ao TEPT, Jake está fascinado e quer muito trabalhar com ele. Enquanto isso, Holt pede a Gina que produza um vídeo sobre o trabalho diário dentro da delegacia, enquanto os outros detetives lidam com um problema crescente de lixo depois que Charles denuncia o chefe de custódia, conhecido como Mean Marge. |              |                     |                   |                                       |                         |                  |                     |
| 63 | 18           | "Cheddar"           | Alex Reid         | Jessica Polonsky                      | 1 de março de 2016      | 318              | 1.85                |
| Jake e Amy incentivam Holt a seguir seus planos de visitar Kevin em Paris, porque Holt está visivelmente sozinho. Eles se oferecem para cuidar da casa, mas sua estadia é cheia de desastres, incluindo o cachorro de Kevin, Cheddar, fugindo. Enquanto isso, Rosa e Pimento andam na ponta dos pés em busca de atração mútua. |              |                     |                   |                                       |                         |                  |                     |
| 64 | 19           | "Terry Kitties"     | Michael McDonald  | Phil Augusta Jackson & Tricia McAlpin | 15 de março de 2016     | 319              | 1.95                |
| Terry aborda um caso antigo com a ajuda de Jake para provar sua coragem em sua antiga delegacia. Enquanto isso, Adrian se torna o novo companheiro de quarto de Charles; e Amy faz um difícil exercício de treinamento com Holt e Rosa. |              |                     |                   |                                       |                         |                  |                     |
| 65 | 20           | "Paranoia"          | Payman Benz       | Gabe Liedman                          | 29 de março de 2016     | 320              | 2.02                |
| Rosa e Adrian anunciam que vão se casar em uma semana. As damas de honra de Rosa, Amy, Gina e Charles competem para lhe dar a melhor festa de despedida de solteira. Jake aluga um ônibus para a despedida de solteiro de Adrian com Scully, Hitchcock e um relutante Terry também participando. A festa de Adrian dá errado quando ele afirma que alguém contratado por Jimmy Figgis está tentando matá-lo. Acontece que é verdade, e os caras fingem a morte de Adrian. O homem mascarado que paga pelo golpe é seguido pelos caras, que o observam entrando em um prédio do FBI. Adrian se esconde, e os detetives da 99.ª juram derrubar Figgis e seu informante do FBI. |              |                     |                   |                                       |                         |                  |                     |
| 66 | 21           | "Maximum Security"  | Victor Nelli, Jr. | Laura McCreary                        | 5 de abril de 2016      | 321              | 2.71                |
| O esquadrão finge a morte de Pimento e realiza um funeral para enganar o informante do FBI da máfia. Diaz, disfarçada de grávida, deve se disfarçar em uma prisão feminina no Texas para tentar se aproximar da irmã assassina de Jimmy Figgis, Maura, com Jake e Charles posando como médicos obstetras. No entanto, a cobertura de Diaz é imediatamente fracassa e Amy deve assumir. |              |                     |                   |                                       |                         |                  |                     |
| 67 | 22           | "Bureau"            | Ryan Case         | David Phillips & Alison Agosti        | 12 de abril de 2016     | 322              | 2.07                |
| Depois de identificar positivamente o informante da máfia dentro do FBI, Holt, Jake e Rosa planejam se infiltrar na sede do FBI para obter os arquivos do homem, com Holt trazendo seu ex-parceiro Bob Anderson para assistência. Depois de obter com sucesso os arquivos necessários do prédio do FBI, o grupo descobre que o informante foi baleado e está quase morrendo. Jake deixa Holt e Anderson no hospital com o informante em coma, apenas para que Amy retire informações críticas que ela recebeu de Maura Figgis na prisão: que ele também estava trabalhando com um homem chamado "Bob Anderson". |              |                     |                   |                                       |                         |                  |                     |
| 68 | 23           | "Greg and Larry"    | Dan Goor          | Andrew Guest & Phil Augusta Jackson   | 19 de abril de 2016     | 323              | 2.02                |
| O agente do FBI que virou traidor, Bob Anderson, rouba os arquivos do FBI, mata o informante e leva o capitão Holt como refém no telhado do hospital, mas o esquadrão é capaz de resgatar o capitão e capturar Anderson. O esquadrão mantém Anderson no apartamento de Diaz, enquanto Boyle e Amy correm de volta do Texas. Eventualmente, o esquadrão engana Anderson a revelar a localização dos arquivos do FBI, que ele havia escondido em um cofre. Com esses arquivos, os detetives são capazes de derrubar a operação de Figgis, embora o próprio Figgis permaneça em liberdade. No entanto, enquanto o esquadrão celebra, Figgis liga para o celular de Jake para ameaçar a vida dele e de Holt. A cena final mostra Jake e Holt em proteção a testemunhas, vivendo ao lado um do outro em Coral Palms, Flórida, sob os nomes "Greg" (Holt) e "Larry" (Jake). |              |                     |                   |                                       |                         |                  |                     |

## Recepção

### Resposta da crítica
O site agregador de análises Rotten Tomatoes registra uma taxa de aprovação de 93%, com uma pontuação média de 8,19/10, com base em 14 avaliações. O consenso do site diz: "A terceira temporada do Brooklyn Nine-Nine inteligentemente evita as armadilhas da ligação romântica de dois personagens centrais, enquanto também expõe a alegria da série por piadas inteligentes e camaradagem suada".

### Prêmios e indicações
| Prêmio                            | Data da cerimônia       | Categoria                                                                  | Nomeados           | Resultado |
| --------------------------------- | ----------------------- | -------------------------------------------------------------------------- | ------------------ | --------- |
| People's Choice Awards            | 6 de janeiro de 2016    | Ator de Comédia Favorito - TV                                              | Andy Samberg       | Indicado  |
| Critics' Choice Television Awards | 17 de janeiro de 2016   | Melhor Ator coadjuvante em série de comédia                                | Andre Braugher     | Venceu    |
| NAACP Image Award                 | 5 de fevereiro de 2016  | Melhor Ator em série de comédia                                            | Andre Braugher     | Indicado  |
| NAACP Image Award                 | 5 de fevereiro de 2016  | Melhor Ator coadjuvante em série de comédia                                | Terry Crews        | Indicado  |
| Satellite Awards                  | 21 de fevereiro de 2016 | Melhor série musical ou de comédia                                         | Brooklyn Nine-Nine | Indicado  |
| GLAAD Media Awards                | 2 de abril de 2016      | Melhor Série de comédia                                                    | Brooklyn Nine-Nine | Indicado  |
| Teen Choice Awards                | 31 de julho de 2016     | Ator de televisão - Comédia                                                | Andy Samberg       | Indicado  |
| Imagen Awards                     | 9 de setembro de 2016   | Melhor atriz coadjuvante - Televisão                                       | Melissa Fumero     | Indicado  |
| Imagen Awards                     | 9 de setembro de 2016   | Melhor atriz coadjuvante - Televisão                                       | Stephanie Beatriz  | Indicado  |
| Imagen Awards                     | 9 de setembro de 2016   | Melhor Programa de televisão - Comédia                                     | Brooklyn Nine-Nine | Indicado  |
| Creative Arts Emmy Awards         | 10 de setembro de 2016  | Melhor Coordenação de dublês em série de comédia ou programa de variedades | Brooklyn Nine-Nine | Indicado  |
| Poppy Awards                      | 13 de setembro de 2016  | Melhor Protagonista em Série de Comédia                                    | Andy Samberg       | Venceu    |
| Emmy                              | 18 de setembro de 2016  | Melhor ator secundário numa série de comédia                               | Andre Braugher     | Indicado  |